# Zorotypidae
Zorotypidae zijn een familie uit de orde Zoraptera.

## Kenmerken
Deze insecten hebben een vreemde kop met een paar antennen met kraalvormige leden. Ze hebben een bruingevlekt lichaam met cerci aan de achterkant, bestaande uit een segment. Ze hebben lichtbruine, korte en stevige poten.

## Leefwijze
Het voedsel bestaat uit zwamdraden en kleine geleedpotigen.

## Voortplanting
Om een vrouwtje te strikken, bieden de mannetjes haar cadeautjes aan in de vorm van druppels kliervocht uit speciale kopklieren. Het kan ook voorkomen, dat mannetjes een gevecht aangaan voor de gunsten van een vrouwtje, waarbij ze elkaar schoppen.

## Verspreiding en leefgebied
Deze familie komt voor in tropische en warm-gematigde gebieden, uitgezonderd Australië, in rottend hout en zaagsel.

## Taxonomie
De volgende taxa worden bij de familie ingedeeld:
- Geslacht Xenozorotypus Engel and Grimaldi, 2002
  - Xenozorotypus burmiticus Engel and Grimaldi, 2002
- Geslacht Zorotypus Silvestri, 1913
  - Zorotypus acanthothorax Engel and Grimaldi, 2002
  - Zorotypus barberi Gurney, 1938
    - = Latinozoros barberi Kukalová-Peck and Peck, 1993

  - Zorotypus brasiliensis Silvestri, 1947
    - = Brazilozoros brasiliensis Kukalová-Peck and Peck, 1993

  - Zorotypus buxtoni Karny, 1932
  - Zorotypus caudelli Karny, 1923
  - Zorotypus ceylonicus Silvestri, 1913
  - Zorotypus congensis van Ryn-Tournel, 1971
  - Zorotypus cramptoni Gurney, 1938
  - Zorotypus cretatus Engel and Grimaldi, 2002
  - Zorotypus delamarei Paulian, 1949
  - Zorotypus goeleti Engel and Grimaldi, 2002
  - Zorotypus guineensis Silvestri, 1913
  - Zorotypus gurneyi Choe, 1989
  - Zorotypus hamiltoni New, 1978
  - Zorotypus hubbardi Caudell, 1918
    - = Usazoros hubbardi Kukalová-Peck and Peck, 1993

  - Zorotypus huxleyi Bolivar y Pieltain and Coronado G., 1963
  - Zorotypus javanicus Silvestri, 1913
  - Zorotypus juinensis Engel 2000
  - Zorotypus lawrencei New, 1995
  - Zorotypus leleupi Weidner, 1976
    - = Meridozoros leleupi Kukalová-Peck and Peck, 1993

  - Zorotypus longicercatus Caudell, 1927
  - Zorotypus machadoi Delamare-Deboutteville, 1951
  - Zorotypus manni Caudell, 1923
  - Zorotypus medoensis Huang, 1978
  - Zorotypus mexicanus Bolivar y Pieltain, 1940
  - Zorotypus nascimbenei Engel and Grimaldi, 2002
  - Zorotypus neotropicus Silvestri, 1916
  - Zorotypus newi (Chao and Chen, 2000)
    - = Formosozoros newi Chao and Chen, 2000

  - Zorotypus palaeus Poinar, 1988
  - Zorotypus philippinensis Gurney, 1938
  - Zorotypus shannoni Gurney, 1938
  - Zorotypus silvestrii Karny, 1927
  - Zorotypus sinensis Huang, 1974